# Боговете сигурно са полудели
„Боговете сигурно са полудели“ (на английски: The Gods Must Be Crazy) е комедия от 1980 година, по сценарий, режисура и продукция на Джейми Уис. Филмът е международна копродукция между Южна Африка и Ботсвана.
Действието се развива в южна Африка. Главен герой е намибийският фермер и актьор Нхау в ролята на бушмена Кси, ловец събирач от пустинята Калахари, чието племе Сан открива стъклена бутилка от Кока-Кола, хвърлена от самолет, и решава, че това е дар от боговете. Когато Кси е изпратен от племето си да върне на боговете тяхната бутилка, пътешествието му се преплита с това на микробиолог, новоназначена учителка в селско училище и банда партизани-терористи.
Филмът чупи боксофис рекордите, като става финансово най-успешната филмова продукция в историята на южноафриканското кино. Филмът има комерсиален успех и получава положителен прием от критиката и в други държави включително САЩ, където се разпространява от 20th Century Fox. Въпреки това, към филма има и критики заради изразяването на покровителствено отношение към чернокожите, стереотипното им представяне като необразовани хора и заради изобразеното неведение по отношение дискриминацията и апартейда в Южна Африка.

## Продължения
Филмът е последван от едно официално продължение „Боговете сигурно са полудели II“, издаден от Columbia Pictures през 1989 година, отново с Нхау в главната роля. Следва неофициално продължение „Лудо сафари“, също наричано и „Боговете сигурно са полудели III“, хонгконгски филм с участието на Нхау. Други неофициални продължения са „Лудият Хонгконг“ („Боговете сигурно са полудели IV“) и „Боговете сигурно са полудели в Китай“ („Боговете сигурно са полудели V“).

## Български дублажи
Излъчва се за първи път по Канал 1 на БНТ през 1997 г.
| Превод              | Стефка Коен                                                  |
| Редактор            | Петя Игнатова                                                |
| Озвучаващи артисти  | Мария Никоевска Владимир Пенев Александър Воронов Марин Янев |
| Тонрежисьор         | Трендафилка Немска                                           |
| Режисьор на дублажа | Димитър Караджов                                             |

Филмът се излъчва след това по Fox Life на 24 април 2021 г. с втори дублаж, който е обработен в Андарта Студио.
| Преводач            | Младенка Тодорова                                                |
| Редактор            | Мая Кисьова                                                      |
| Тонрежисьор         | Галина Наумова                                                   |
| Режисьор на дублажа | Станислав Пищалов                                                |
| Озвучаващи артисти  | Живка Донева Симеон Владов Петър Калчев Кирил Ивайлов Иван Танев |